# Quesada (Bogotá)
Quesada es un barrio ubicado en el norte de Bogotá, ubicado en la Localidad de Teusaquillo, en la UPZ de Galerías. Es el más antiguo de su sector, y el primero en aparecer en Chapinero al occidente la vía del ferrocarril.

## Límites
Al norte lo separa la calle 53 del barrio Chapinero Occidental, al sur la calle 48 marca su límite con el Palermo, al oriente la avenida Caracas de Marly y al occidente la carrera 17 maraca el límite con el Alfonso López.

## Historia
Antes del desarrollo de Teusaquillo, el barrio Quesada fue el primero en aparecer al occidente la vía del ferrocarril. Pese a su cercanía con Chapinero, tuvo una dinámica más o menos independiente de este centro suburbano. Fundado en 1910 en honor al fundador de la ciudad, el área actual pertenecía a los terrenos de la hacienda Chapinero Carbonell. fue desarrollado por particulares, que realizaron su parcelación y loteo. Estaba conectado con Bogotá a través del Ferrocarril del Norte, que con el tiempo se transformaría en la Avenida Caracas, lo mismo que por la línea de tranvía, que se canceló por iniciativa de Fernando Mazuera.

## Geografía
De carácter urbano, es predominantemente plano aunque con un ligero declive este-oeste, pues está situado al comienzo del piedemonte de los cerros orientales de Bogotá.

## Acceso y vías
El principal acceso se realiza por la avenida Caracas, que cuenta con los servicios del sistema TransMilenio, que en sus cercanías tiene la estación Marly. Por la calle 53 recibe servicios de bus normal con direcciones a Chapinero, lo mismo que a los otros sectores de la ciudad.